# Кэри, Эмили
Эмили Джоанна Кэри (англ. Emily Joanna Carey; род. 30 апреля 2003) — британская актриса. Наиболее известна по своей роли Грейс Бошамп в телесериале BBC One Случайность, в котором она снималась с 2014 по 2017 годы.
Также Кэри исполнила роль юной Дианы Принс (Чудо-женщина) (в то время как её взрослую роль исполнила Галь Гадот) в фильме Warner Brothers Чудо-женщина (2017). Снялась в роли юной Лары Крофт в фильме Tomb Raider, вышедшем в марте 2018 года.
Другие значительные работы актрисы — роль Мэри Конан Дойл в сериале «Гудини и Дойл» на телеканалах FOX и ITV, а также роли в театрах Вест-Энда: в постановке театра Друри-Лейн «Шрек: мюзикл» и в мюзикле-номинанте на премию Лоуренса Оливье «Звуки музыки» театра под открытым небом в Риджентс-парке. Указана интернет-изданием Huffington Post как одна из пяти лучших детей-звёзд 2016 года.
Имеет контракт на роль Анастасии в одноимённом фильме производства Netflix.
Кэри сыграет Венди в экранизации сценария романа Лори Фокс «Пропавшие девушки».
В 2019 году подписала контракт с агентством IMG Models.

## Фильмография
| Год  | Название                    | Роль               | Примечания | Источник      |
| ---- | --------------------------- | ------------------ | ---------- | ------------- |
| 2017 | Чудо-женщина                | 12-летняя Диана    |            | [ 18 ]        |
| 2018 | Tomb Raider                 | 14-летняя Лара     |            | [ 19 ]        |
| 2020 | Анастасия: Однажды в сказке | Анастасия          |            | [ 20 ]        |
| 2021 | Где Анна Франк?             | Анна Франк         | Озвучка    | [ 21 ]        |
| 2022 | Пропавшие девушки           | Юная Венди Дарлинг |            | [ 22 ] [ 23 ] |
| 2024 | Иди со мной                 | Элли               |            | [ 24 ]        |

| Год             | Название       | Роль                  | Примечания   | Источник             |
| --------------- | -------------- | --------------------- | ------------ | -------------------- |
| 2014—2017, 2021 | Случайность    | Грейс Бошамп          | 34 эпизода   | [ 25 ] [ 26 ] [ 27 ] |
| 2016            | Гудини и Дойл  | Мэри Конан Дойл       | 6 эпизодов   | [ 20 ]               |
| 2019            | Включите Чарли | Би                    | 1 эпизод     | [ 28 ]               |
| 2020            | Поквитайся     | Мика                  | Главная роль | [ 29 ] [ 30 ]        |
| 2022            | Дом Дракона    | юная Алисент Хайтауэр | Главная роль | [ 31 ]               |

| Год  | Название                  | Исполнитель                | Источник |
| ---- | ------------------------- | -------------------------- | -------- |
| 2014 | «Baby, It’s Cold Outside» | Идина Мензел и Майкл Бубле | [ 32 ]   |

## Театр
| Год  | Название     | Роль                           | Примечания                          | Источник      |
| ---- | ------------ | ------------------------------ | ----------------------------------- | ------------- |
| 2013 | Звуки музыки | Марта вон Трапп                | Regents Park Openair Theatre        | [ 34 ] [ 35 ] |
| 2013 | Шрек         | юный Шрек/юная принцесса Фиона | Друри-Лейн июль 2012 – февраль 2013 | [ 37 ]        |